# 模型火箭

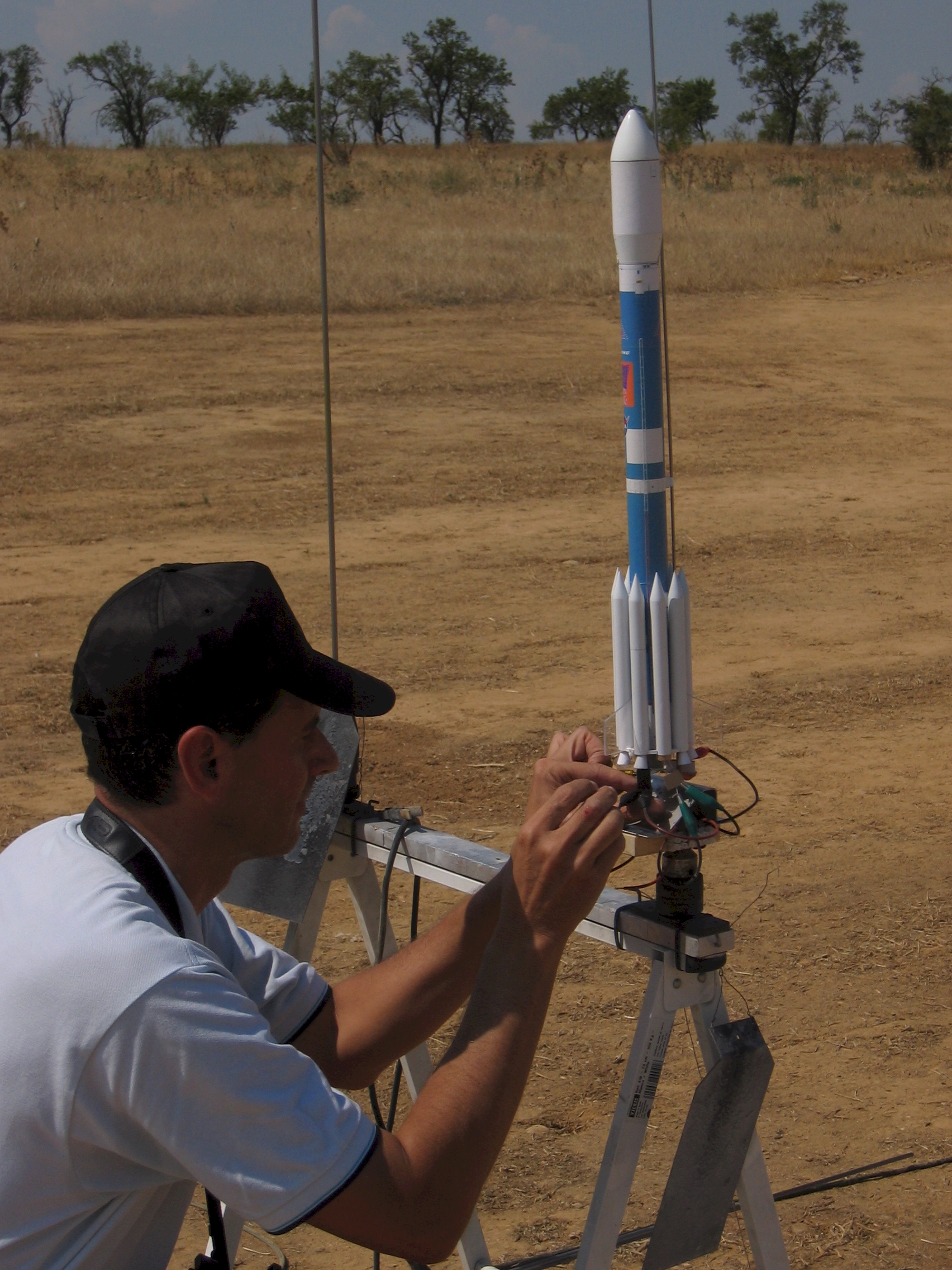
一个模型火箭手准备发射他的德尔塔II比例模型火箭。

模型火箭是一種模仿真火箭制作的低空小型火箭。模型火箭由纸、木头、塑料和其他轻质材料制成，模型火箭具有整套发射装置，适合中小学开展科技活动使用。模型火箭非常安全，許多兒童也非常喜歡火箭模型，而這些兒童很多後來都成為了科学家和工程师。